# Jorge de Paiva
Jorge de Paiva (ur. 13 maja 1887 w Almadzie, zm. 12 maja 1937) – portugalski szpadzista, brązowy medalista olimpijski.
Na igrzyskach olimpijskich w Antwerpii w 1920 roku był czwarty w turnieju drużynowym, a indywidualnie był dwunasty. Na rozgrywanych cztery lata później igrzyskach olimpijskich w Paryżu był ponownie czwarty w turnieju drużynowym. Brał też udział w igrzyskach olimpijskich w Amsterdamie Portugalczycy w składzie: Paulo d’Eça Leal, Frederico Paredes, Mário de Noronha, Jorge de Paiva, João Sassetti i Henrique da Silveira zdobyli brązowy medal w szpadzie drużynowej. W turnieju indywidualnym tym razem nie startował.
Nie zdobył medalu mistrzostw świata.